# Gabersdorf (Arbeitslager)
Koordinaten: 50° 35′ 46″ N, 15° 56′ 6″ O
Im Zwangsarbeitslager Gabersdorf (auch Wolta oder Wolta-Gabersdorf) bei Libeč (heute Teil von Trutnov) in Tschechien waren jüdische Frauen interniert, die in den Textilfabriken von Hasse & Co., Etrich und Vereinigte Textilwerke K. H. Barthel arbeiteten. Das Lager wurde 1941 errichtet und unterlag zunächst der Dienststelle Schmelt. Im März 1944 wurde es zum Außenlager von Groß-Rosen. Es wurde am 6. Mai 1945 befreit.
Danach wurde es durch die Rote Armee als Kriegsgefangenenlager für Soldaten der Achsenmächte bestimmt.